# Autógrafo
Autógrafo é uma forma de assinatura. Geralmente usado pra fechar acordos tratados e coisas do tipo.

## Galeria

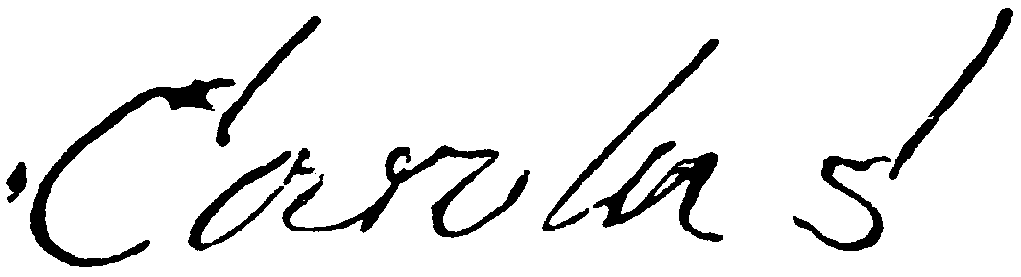
Rei Carlos XII da Suécia (1682–1718)
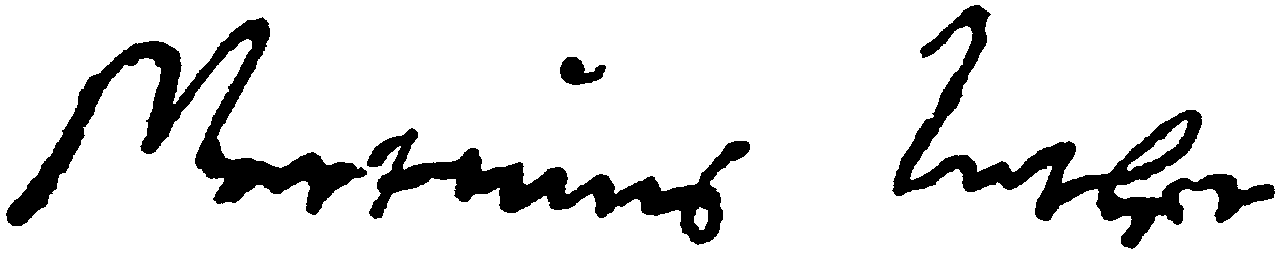
Martinho Lutero
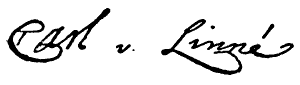
Carolus Linnaeus
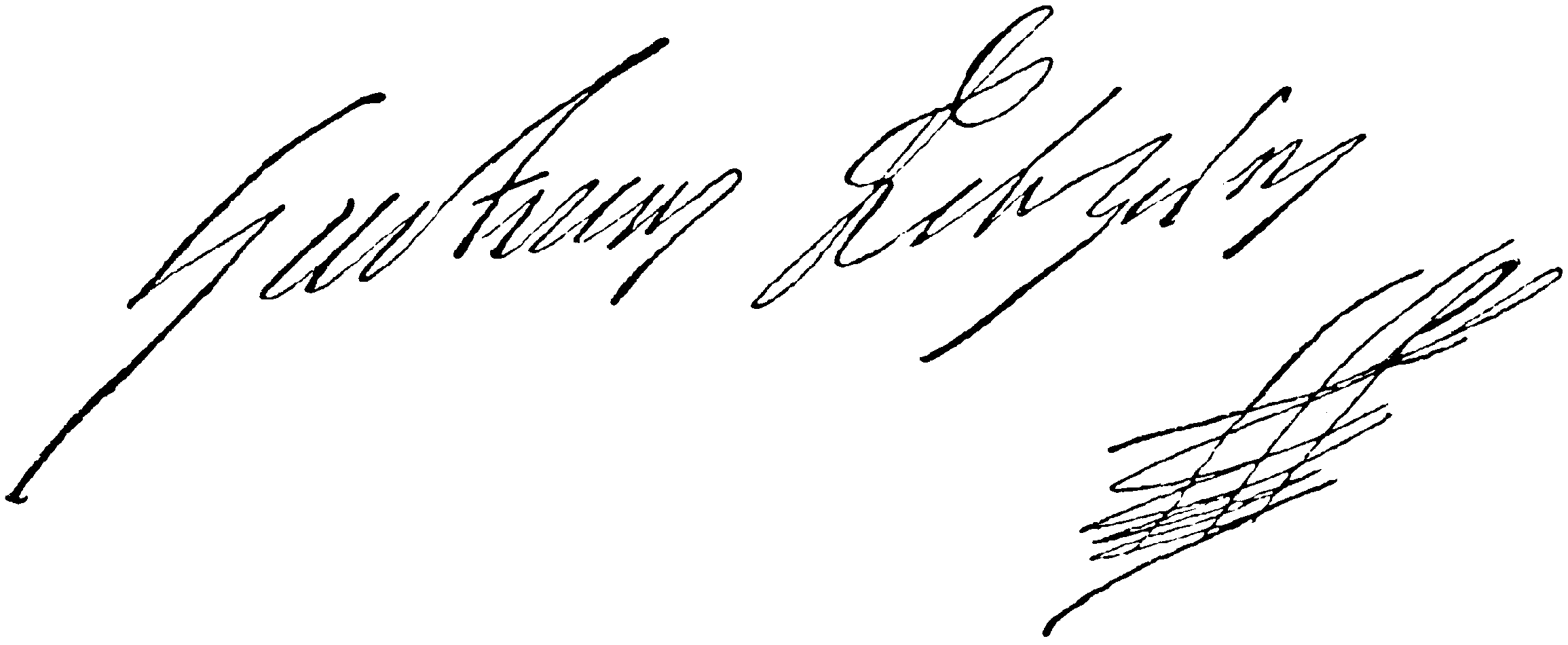
Rei Gustavo II Adolfo da Suécia (1594–1632)
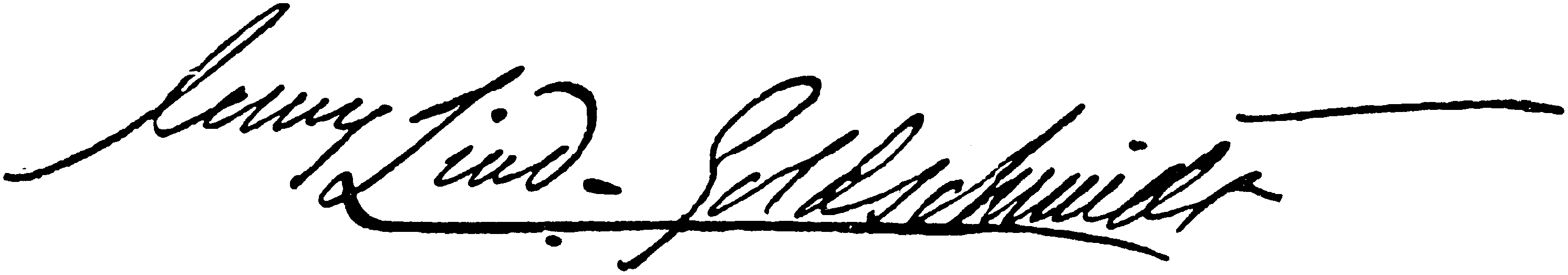
Jenny Lind-Goldschmidt (1820–1887)
Pierre Cardin (1922-2020)
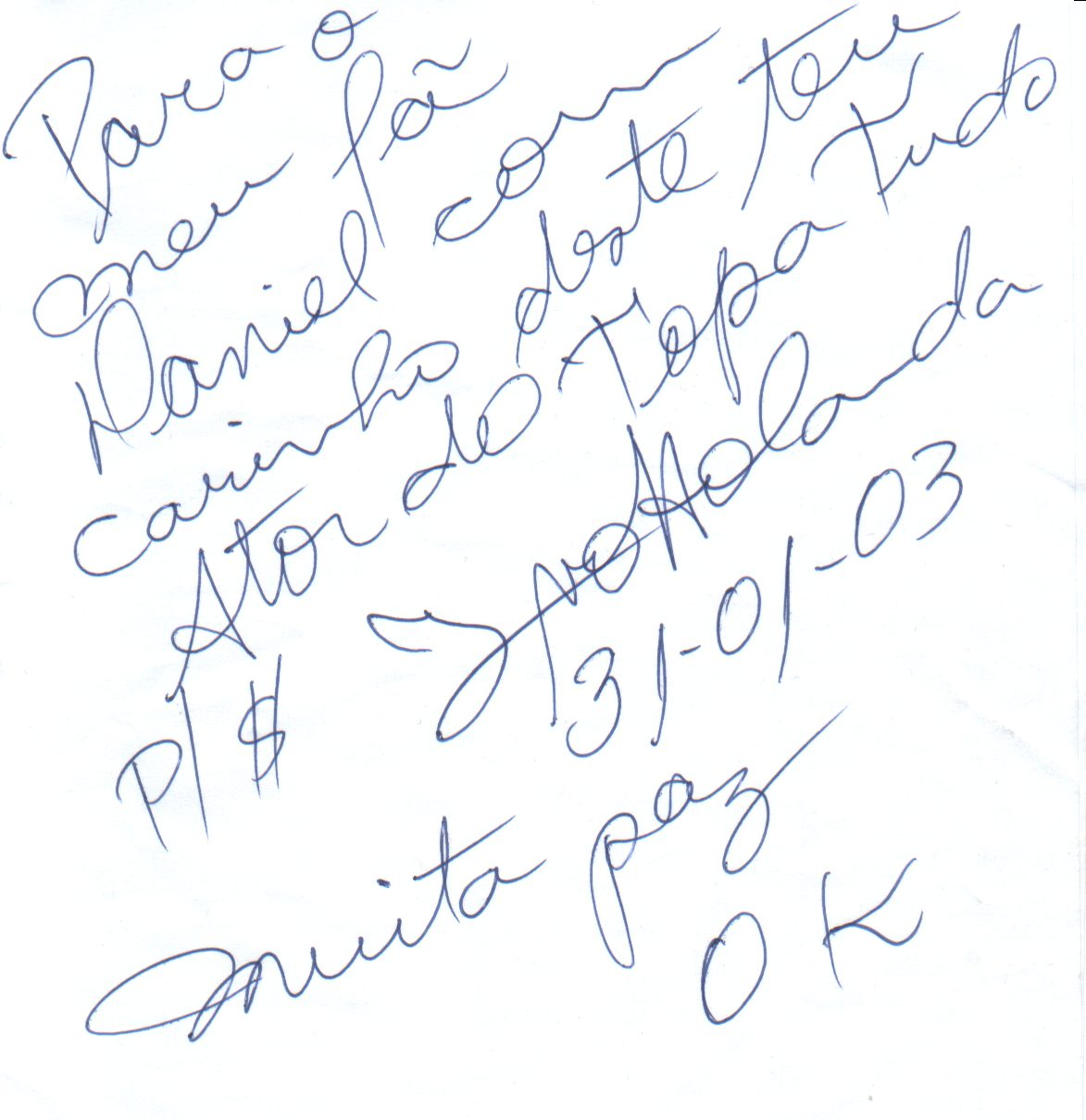
Ator brasileiro Ivo Holanda
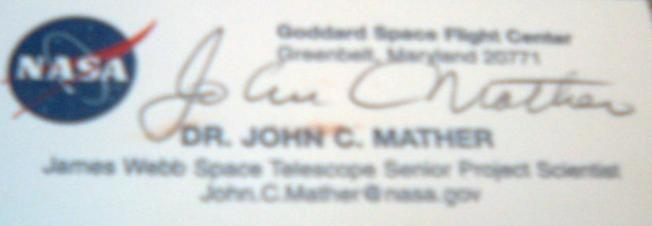
De membro da NASA.
De Jimmy Wales, um dos fundadores da Wikipédia.
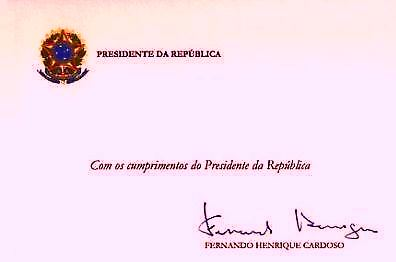
Do ex-Presidente Fernando Henrique Cardoso.